# Svenska mästerskapen i fälttävlan 1971
Svenska mästerskapen i fälttävlan 1971 avgjordes i Eksjö . Tävlingen var den 21:e upplagan av Svenska mästerskapen i fälttävlan.

## Resultat
| Placering | Ryttare             | Häst    |
| --------- | ------------------- | ------- |
| 1         | Nils-Olov Barkander | Pegasus |
| 2         | ran Bengtsson       | Iller   |
| 3         | Harald Arvidsson    | Kansas  |